# National Wildlife Refuge

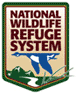
Logo officiel.

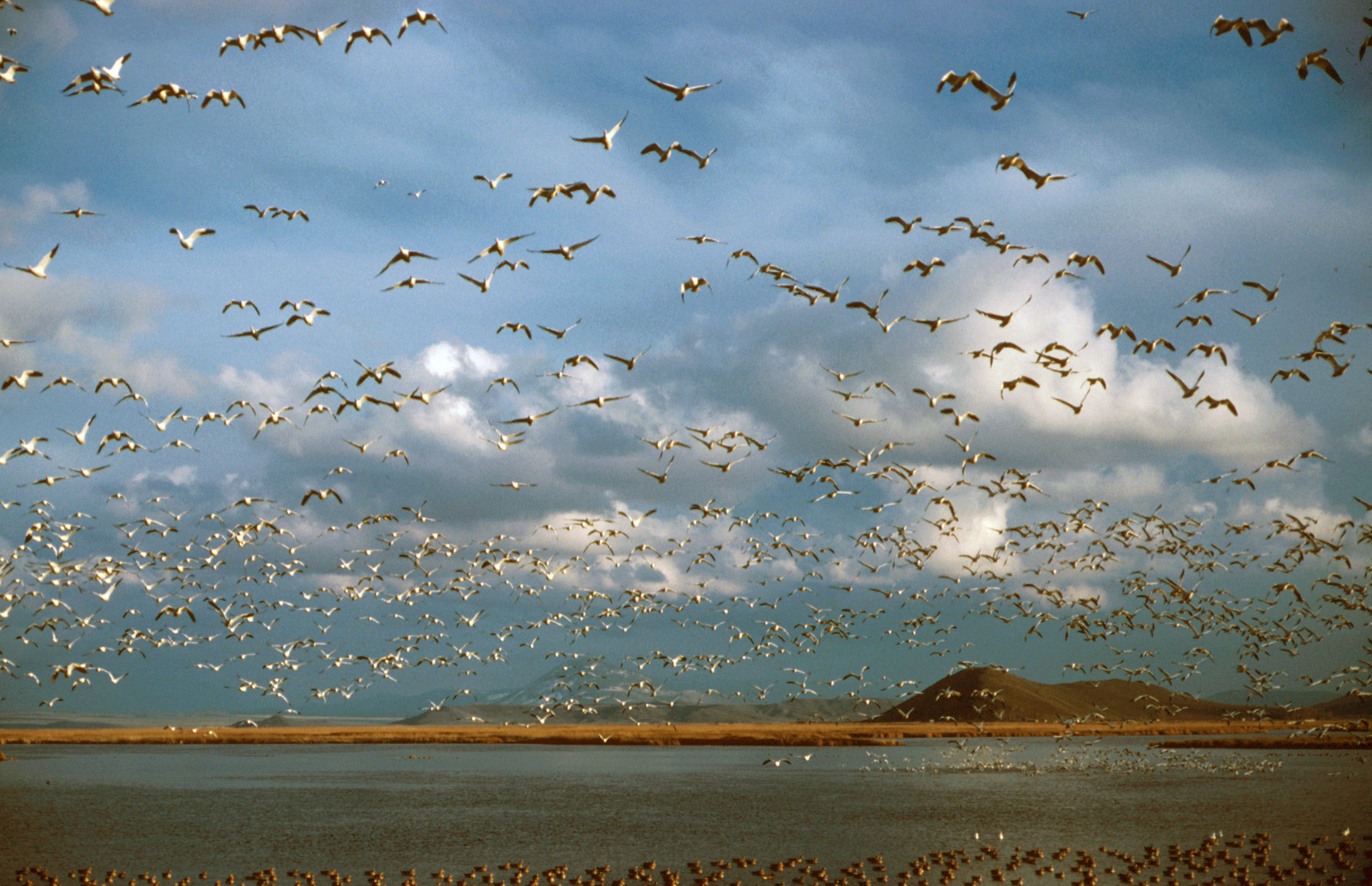
Oies de Ross au Lower Klamath National Wildlife Refuge, l'un des plus de 500 refuges pour la vie sauvage aux États-Unis.

Les National Wildlife Refuges (littéralement en français : Refuges fauniques nationaux) ou Federal Wildlife Refuges (Refuges fauniques fédéraux) forment un réseau de plus de 500 aires protégées aux États-Unis, gérées par le United States Fish and Wildlife Service et vouées à la protection des habitats naturels, de leur faune et de leur flore. 
Les Easement refuge sont des aires soumises aux mêmes lois et dont la surveillance de l'application est de la responsabilité de l'United States Fish and Wildlife Service. La chasse et la pêche, sans précision contraire (règlement de la réserve), sont permises dans ces zones.
Ces aires sont reconnues de catégorie IV par la Commission mondiale des aires protégées.

## Histoire
Le premier National Wildlife Refuge est le Pelican Island National Wildlife Refuge créé en 1903 par l'administration de Theodore Roosevelt. Depuis l'Emergency Wetlands Resource Act of 1986 l'entrée des refuges est payante, cependant l'acquisition d'un Duck Stamp permet d'y entrer librement.

## Les refuges
La plupart des refuges se reconnaissent à leur nom qui inclut les termes National Wildlife Refuge, Wetland Management District, ou Wildlife Management Area, cependant ce n'est pas toujours le cas comme pour :
- Bear River Migratory Bird Refuge
- Hart Mountain National Antelope Refuge
- National Bison Range
- National Elk Refuge
- National Key Deer Refuge
- Patuxent Research Refuge
- Sullys Hill National Game Preserve